# Esoteriskt programspråk
Ett esoteriskt programspråk är ett programspråk designat för att testa gränserna inom programspråksdesign, ofta som ett skämt. De kallas just esoteriska programspråk för att skilja dem från vanliga programspråk som används för riktiga program. Vanligtvis har inte skaparen av ett esoteriskt programspråk någon avsikt att språket ska användas i konventionell programmering, därför har esoteriska programspråk oftast inte användbarhet i åtanke.